# Hynek Bočan
Hynek Bočan (* 29. April 1938 in Prag, damals Tschechoslowakei) ist ein tschechischer Filmregisseur und Drehbuchautor.

## Leben
Hynek Bočan absolvierte 1956 sein Abitur und studierte danach bis 1961 Regie an der Film- und Fernsehfakultät der Akademie der Musischen Künste. Danach arbeitete er in den Filmstudios Barrandov an Filmproduktionen von Regisseuren wie Karel Kachyňa, Ján Valásek, Jindřich  Polák, Jan Němec und Jiří Weiss als Regieassistent. Parallel entstanden erste Drehbücher für Kurzfilme.
Nach einigen Kurzfilmen inszenierte Bočan 1965 mit der Verfilmung einer Kurzgeschichte Milan Kunderas seinen ersten Spielfilm Niemand wird lachen, in dem der Filmdienst „stilistische Anklänge von Jacques Tati bis Vittorio de Sica“ und „große filmische Erzählkunst“ erkannte. Der Film brachte Bočan beim Internationalen Filmfestival Mannheim-Heidelberg 1965 den Großen Preis der Stadt Mannheim ein. 1966 wurde der Film bei den Internationalen Kurzfilmtagen Oberhausen auch mit dem Preis der Jungen Kritik ausgezeichnet.
Im Anschluss verfilmte Bočan Vladimír Párals Roman Privates Gewitter. Danach entstand der Historienfilm Čest a sláva über einen einfachen Bauern in der Zeit des Dreißigjährigen Krieges, für den Bočan bei den Internationalen Filmfestspielen von Venedig 1969 mit dem Pasinetti-Preis ausgezeichnet wurde. Sein 1968 und 1969 entstandener Film Pasták wurde von der Zensur verboten und konnte erst 1990 aufgeführt werden.
Mit diesen zum Teil gesellschaftskritischen Werken galt Bočan als ein Vertreter der Tschechoslowakischen Neuen Welle. Nach dem Prager Frühling wurde er in der Phase der beginnenden Normalisierung wie viele andere junge Filmschaffende des Landes durch wirtschaftlichen Druck auf die neue Linie gebracht. So blieb er zunächst überwiegend auf Fernsehproduktionen festgelegt. Erst ab Mitte der 1970er Jahre konnte er wieder einige Kinofilme inszenieren, darunter das Filmdrama Das dritte Semester, die Familiengeschichte Gesichter hinter Glas oder Mit dem Teufel ist nicht gut spaßen, der zu den beliebtesten tschechischen Märchenfilmen gezählt wird. Er inszenierte aber weiter vor allem Fernsehproduktionen.
Auch nach der Samtenen Revolution 1989 blieb Bočan vielbeschäftigt und drehte unter anderem Fernsehserien wie Die Tierklinik am Rande der Stadt oder Das Krankenhaus am Rande der Stadt  – 20 Jahre später.
Im März 2021 wurde Bočan bei der Verleihung des Filmpreises Český lev (Böhmischer Löwe) für sein künstlerisches Lebenswerk mit einem „Ehrenlöwen“ ausgezeichnet.

## Filmografie (Auswahl)
Regisseur
- 1958: Vodící pes (Kurzfilm)
- 1959: Návsteva (Kurzfilm)
- 1960: Nenávist (Kurzfilm)
- 1965: Niemand wird lachen (Nikdo se nebude smát)
- 1966: Tábor Cerného delfína (Kurzfilm)
- 1967: Privates Gewitter (Soukromá vichřice)
- 1969: Čest a sláva
- 1969: Záhada hlavolamu (Fernsehserie, 9 Episoden)
- 1971: Zvlástní prípad (Fernsehfilm)
- 1974: Muž z Londýna
- 1975: Das dritte Semester (Plavení hříbat)
- 1975: So beginnt die Liebe (Tak láska zacíná...)
- 1977: Parta hic
- 1978: Remen (Fernsehfilm)
- 1978: Posli jim to písemne (Fernsehfilm)
- 1978: Plotýnky na tri dny (Fernsehfilm)
- 1978: Gesichter hinter Glas (Tvár za sklem)
- 1979: Zmena napetí (Fernsehfilm)
- 1979: Lustr (Fernsehfilm)
- 1979: Hezký Stedrý vecer (Fernsehfilm)
- 1979: Dívka svetových parametru (Fernsehfilm)
- 1980: Nenechte se rusit (Fernsehfilm)
- 1980: Hrdina se nebojí (Fernsehfilm)
- 1981: Půl domu bez ženicha
- 1981: Pytláci
- 1982: Séfe, to je vec! (Fernsehfilm)
- 1983: Weinlese (Vinobraní)
- 1983: Probefahrt ins Glück (Svatební cesta do Jiljí, Fernsehfilm)
- 1983: Díra ve zdi (Fernsehfilm)
- 1984: Séfe, jdeme na to! (Fernsehfilm)
- 1985: Mit dem Teufel ist nicht gut spaßen (S čerty nejsou žerty)
- 1986: Bakalári (Fernsehserie, 1 Episode)
- 1986: Berühmte Räubergeschichten aus aller Welt (Slavné historky zbojnické, Fernsehserie, 6 Episoden)
- 1987: Mit lachendem Auge (Smích se lepí na paty)
- 1988: Séfe, vrat se! (Fernsehfilm)
- 1988: Na dvore je kun, séfe! (Fernsehfilm)
- 1988: Mesícní noc (Fernsehfilm)
- 1988: Druhý dech (Fernsehserie, 13 Episoden)
- 1989: V tomhle zámku strasí, séfe! (Fernsehfilm)
- 1989: Útek ze seriálu (Fernsehfilm)
- 1990: Pasták
- 1991: Der vergeßliche Hexenmeister (O zapomnětlivém černokněžníkovi)
- 1991: Pofoukej mi jahody (Miniserie, 3 Episoden)
- 1991: Kucírek versus Kucírek (Fernsehfilm)
- 1991: Klauni a vlastenci (Fernsehfilm)
- 1991: Dno (Fernsehfilm)
- 1991–1992: Co ted a co potom? (Fernsehserie, 8 Episoden)
- 1992: Prítelkyne z domu smutku (Miniserie, 4 Episoden)
- 1994: Die Tierklinik am Rande der Stadt ( O zvíratech a lidech, Fernsehserie, 9 Episoden)
- 1995: Kdyz se slunci nedarí (Miniserie, 6 Episoden)
- 1997: Bumerang
- 1997: Zdivocelá zeme
- 1997–2001: Zdivocelá zeme (Fernsehserie, 20 Episoden)
- 2000: Hotel Herbich (Fernsehserie, 13 Episoden)
- 2001: Zabák (Fernsehfilm)
- 2001: Uniforma (Fernsehfilm)
- 2003: Das Krankenhaus am Rande der Stadt – 20 Jahre später (Fernsehserie, 13 Episoden)
- 2006: Poslední sezona (Fernsehserie)
- 2009: Láska rohatá (Fernsehfilm)
- 2014: Piknik (Fernsehfilm)

Drehbuchautor
- 1958: Vodící pes (Kurzfilm)
- 1959: Návsteva (Kurzfilm)
- 1965: Niemand wird lachen (Nikdo se nebude smát)
- 1966: Tábor Cerného delfína (Kurzfilm)
- 1967: Privates Gewitter (Soukromá vichřice)
- 1969: Čest a sláva
- 1969: Záhada hlavolamu (Fernsehserie, 9 Episoden)
- 1974: Muž z Londýna
- 1978: Plotýnky na tri dny (Fernsehfilm)
- 1978: Gesichter hinter Glas (Tvár za sklem)
- 1980: Nenechte se rusit (Fernsehfilm)
- 1981: Půl domu bez ženicha
- 1983: Díra ve zdi (Fernsehfilm)
- 1985: Mit dem Teufel ist nicht gut spaßen (S čerty nejsou žerty)
- 1987: Mit lachendem Auge (Smích se lepí na paty)
- 1989: Útek ze seriálu (Fernsehfilm)
- 1990: Pasták
- 1991: Der vergeßliche Hexenmeister (O zapomnětlivém černokněžníkovi)
- 1997: Zdivocelá zeme
- 1997–2001: Zdivocelá zeme (Fernsehserie, 20 Episoden)
- 2001: Zabák (Fernsehfilm)
- 2014: Piknik (Fernsehfilm)